# Château du Ricoudet (Mayenne)
Le Château du Ricoudet est un château français situé à Changé, dans le département de la Mayenne et la région des Pays de la Loire.  

## Histoire
C'est un château bâti par Christian d'Elva, près de Belle-Poule. Le toit en terrasse est dominée de deux étages par une tourelle, avec un perron couvert d'une véranda.

## Sources et bibliographie
- « Château du Ricoudet (Mayenne) », dans Alphonse-Victor Angot et Ferdinand Gaugain, Dictionnaire historique, topographique et biographique de la Mayenne, Laval, A. Goupil, 1900-1910 [détail des éditions] (BNF 34106789, présentation en ligne)